# رودولف فسپر
رودولف فسپر (انگلیسی: Rudolf Vesper؛ زادهٔ ۳ آوریل ۱۹۳۹) کشتی‌گیر اهل آلمان بود.